# Geranium bohemicum
Geranium bohemicum es una especie de plantas de la familia de las geraniáceas.

## Descripción
Muy parecido a G. lanuginosum, se distingue por sus hojas menos profundamente divididas y por sus semillas manchadas y lisas.
Hierba anual algo menor de un metro de altura. Tallo foliado, erecto con pelos, predominantes en toda la planta. Hojas basales (salen desde la base del tallo), hojas alternas, palmipartida, con un pedúnculo más largo que la propia hoja. Flor violeta con diez estambres, todos con anteras amarillas. El fruto es del tipo denominado  “seed-ejection”, en el que la semilla es lanzada lejos de la planta por un sistema  de catapulta activado por la recurvatura de la arista y en el que el mericarpo queda unido a la arista. Por otra parte el  mericarpo carece de callo en la base u otro mecanismo para prevenir la caída de la semilla en el estadio preexplosivo.

## Distribución
- Europa ( Albania, Países Bálticos, Bielorrusia, Bulgaria, Rusia de Centro Europa, Córcega, Checoslovaquia, Rusia de Europa del Este, Finlandia, Francia, Alemania, Grecia, Hungría, Italia, Crimea, Cáucaso del Norte, Rusia del Norte de Europa, R de Europa del Noroeste, Noruega, Polonia, Rumanía, Cerdeña, Rusia del sur de Europa, España, Suecia, Suiza, Transcáucaso, Turquía, Ucrania, Yugoslavia.),[4] Turquía y el Cáucaso.
- España en Sierra de Valdemeca[5] Sierra de Guadarrama, Sierra de Ayllón y sierras prepirenaicas.[6]

## Hábitat
Claros de bujedo, robledal, hayedo o pinar, generalmente en zonas que han sido quemadas recientemente. Es una planta pirófila: necesita del fuego para regenerarse provocando reacciones químicas y térmicas que favorecen la germinación de sus semillas tras un incendio.
Altitud de 1000-1780 m.

## Conservación
- (ESP)Taxon de atención preferente en el Catálogo de Flora Protegida de Castilla y León[7]
- (FR)Está protegido en la región de Provenza-Alpes-Costa Azul[8]

## Taxonomía
Geranium bohemicum fue descrita por Carl Linnaeus en Centuria I.-[II.] plantarum en el Vol 1. Edición 1, 2 Jun 1756
Sinónimos
- Geranium caeruleum Moench,Primera publicación en Methodus: 284 (1794).[10]
- Geranium divaricatum Loisel.,Primera publicación en Fl. Gall., ed. 2, 2: 91 (1828).[11]
- Geranium perreymondii Shuttlew. & É.Huet Primera publicación Bull. Soc. Bot. Hort. Provence[nota 1] 1880: 139 (1880)[12]